# Sorivudin
Sorivudin ist ein Virostatikum des japanischen Konzernes Nippon Shoji, das für die Behandlung von Herpes-Zoster-Infektionen (Gürtelrose), Herpes simplex Typ 1 und Epstein-Barr-Virus eingesetzt wurde. Mehrere Todesfälle von gleichzeitig mit Sorivudin und Fluoruracil behandelten Patienten lösten 1994 in Japan einen Arzneimittelskandal aus. Das Handelspräparat Usevir ist in Japan nicht mehr im Handel.

## Anwendung
Sorivudin wird im Körper genau wie auch Brivudin zu dem Metaboliten Bromvinyluracil (BVU) abgebaut. Dieses ist ein Hemmstoff des Fluoruracil abbauenden Enzyms Dihydropyrimidin-Dehydrogenase (DPD), wodurch es zu tödlichen Wechselwirkungen kommen kann, wenn Sorivudin und Fluoruracil in geringem zeitlichem Abstand eingenommen werden.

Bromvinyluracil

## Todesfälle
Der Tod von 16 mit Sorivudin behandelten Patienten führte 1994 in Japan zu einem Arzneimittelskandal. Bereits bei den klinischen Tests von Sorivudin waren drei Patienten gestorben. Da Sorivudin-Erfinder Nihon Shoji irreführende und ungenaue Daten an das japanische Ministry of Health and Welfare (MHW) übermittelt hatte, wurde Sorivudin zugelassen.
Später wurde offenbar, dass Angestellte von Nihon Shoji ihre Aktienanteile abstießen, bevor der Zusammenhang zwischen Sorivudin und den Todesfällen in der Presse berichtet wurde.